# Ázere (Arcos de Valdevez)
Ázere es una freguesia portuguesa del concelho de Arcos de Valdevez, con 3,00 km² de superficie y 294 habitantes (2001). Su densidad de población es de 98,0 hab/km².